# All's Well, Ends Well Too
Pour plus de détails, voir Fiche technique et Distribution.
All's Well, Ends Well Too (花田囍事, Faa tin hei si) est une comédie hongkongaise co-écrite et réalisée par Clifton Ko et sortie en 1993 à Hong Kong.
Elle totalise 35 481 480 $HK au box-office. Ce n'est pas une suite directe de All's Well, Ends Well (1992) car l'histoire est ici transposée à l'époque de la dynastie Song. Sa suite, All's Well, Ends Well 1997, sort quatre ans plus tard.

## Synopsis
Chow Tung (Sam Hui), un homme libertin, et sa vilaine sœur Gut (Sandra Ng), obéissent à leurs mère (Ricky Hui) qui veut organiser des mariages arrangés mais les partenaires ne leur plaisent pas du tout. Chow rencontre ensuite la belle Blanche-Neige (Rosamund Kwan) et décide de l'épouser, ce que la matriarche accepte avec plaisir. À leur insu, David Cooper Feel (Leslie Cheung), l'amant magicien de Blanche-Neige, prépare un plan et Chow Tung est marié à la place à Jinx (Teresa Mo).

## Fiche technique
- Titre original : 花田囍事
- Titre international : All's Well, Ends Well Too
- Réalisation : Clifton Ko
- Scénario : Clifton Ko, Vincent Kok (en), Raymond Wong et Joe Ma (en)
- Photographie : Sander Lee
- Montage : Wong Yee-shun, David Wu (en) et Kam Ma
- Musique : Mark Lui (en) et James Wong
- Production : Raymond Wong et Ronny Yu
- Société de production : Ko Chi Sum Films et Mandarin Films Distribution (en)
- Société de distribution : Mandarin Films Distribution (en)
- Pays d'origine :  Hong Kong
- Langue originale : cantonais
- Format : couleur
- Genre : comédie
- Durée : 85 minutes
- Dates de sortie :
  - Hong Kong : 20 janvier 1993
  - Taïwan : 6 février 1993
  - Corée du Sud : 28 août 1993

## Distribution
- Sam Hui : Chow Tung
- Leslie Cheung : David Copper Feel (une parodie du magicien David Copperfield)
- Rosamund Kwan : Blanche-Neige
- Teresa Mo : Jinx
- Sandra Ng : Gut
- Raymond Wong : Lam Ka-sing
- Ricky Hui : la mère de Chow
- Ng Man-tat : le père de Blanche-Neige
- Money Lo (en) : la domestique de Blanche Neige
- James Wong : un magistrat
- Clifton Ko : un proxénète
- Vincent Kok (en) : Bo